# Herb Kalisza
Herb Kalisza – jeden z symboli Kalisza ustanowiony przez Radę Miejską Kalisza 25 stycznia 2018.

## Wygląd i symbolika
Herb przedstawia w polu srebrnym fragment muru miejskiego czerwonego z bramą i dwiema wieżami, między którymi stoi trębacz – pachoł dmący w czarny róg, ze złotymi okuciami, a nad nim złota gwiazda sześciopromienna.

## Historia

Herb Kalisza w latach 1990-2018

Wersja herbu ustanowiona w 1990 r. przedstawiała mur miejski z umieszczoną po jego środku bramą. Nad murem po bokach umieszczone dwie czerwone baszty, między którymi stoi trębacz, ubrany w brązowy strój, grający na rogu (uzbrojony w palicę i wsparty na mieczu). Herb ten znajdował się na najstarszej miejskiej pieczęci z roku 1374.

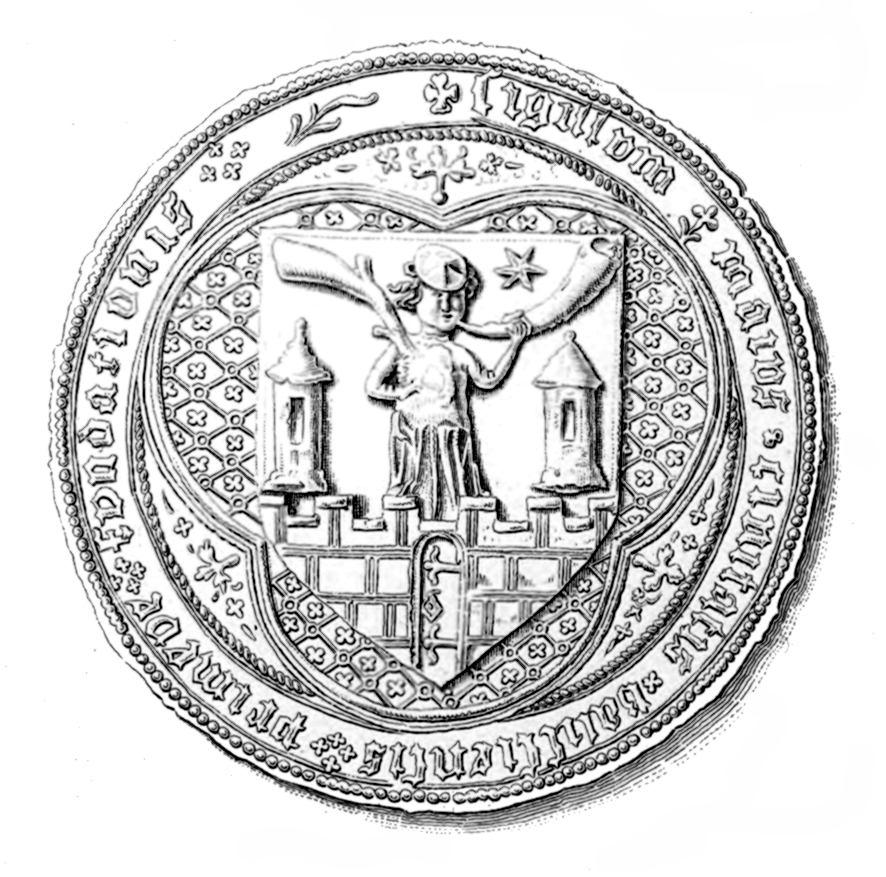
Herb Kalisza na pieczęci miejskiej, XV w.
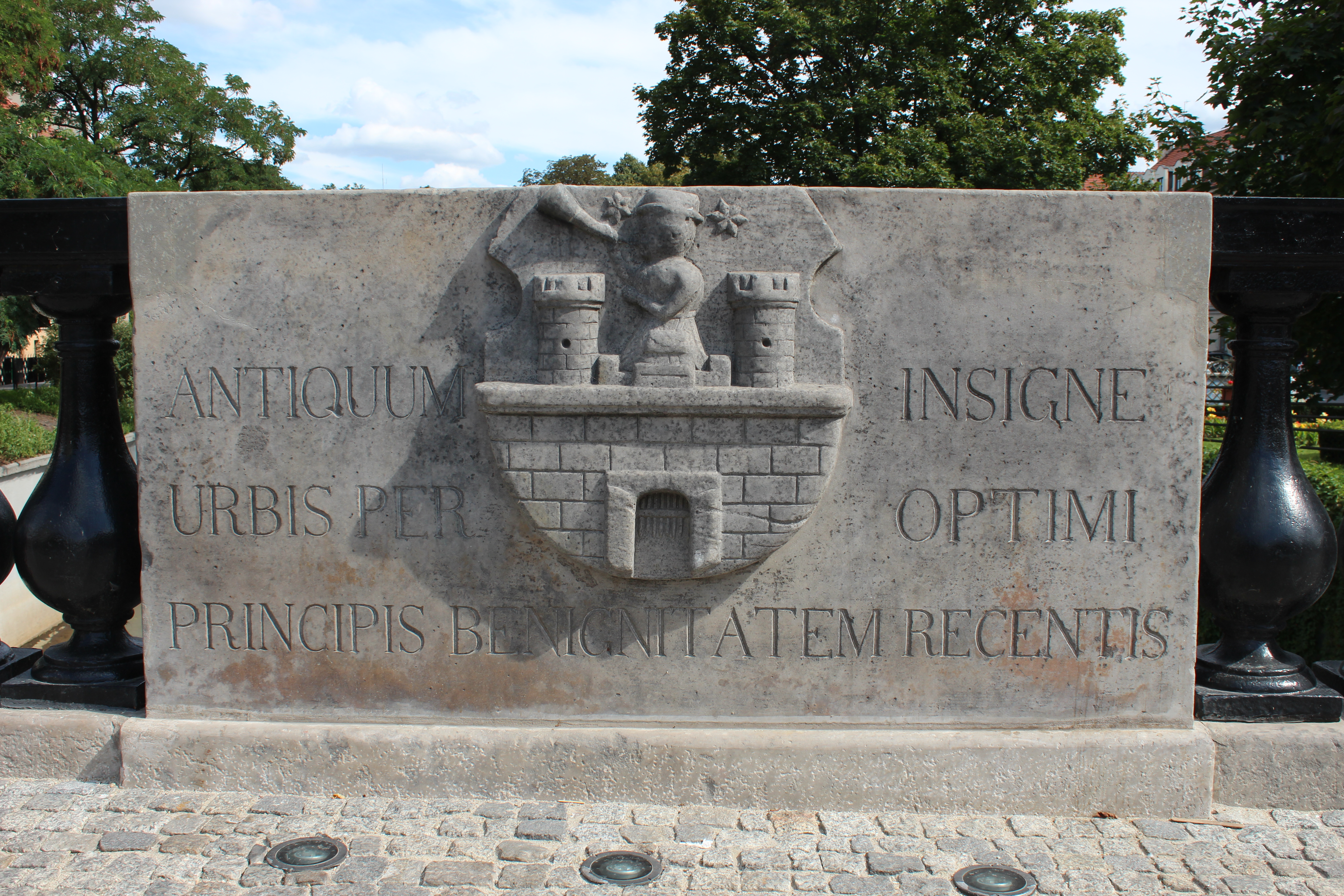
Herb Kalisza na moście Kamiennym, 1825 (2014)
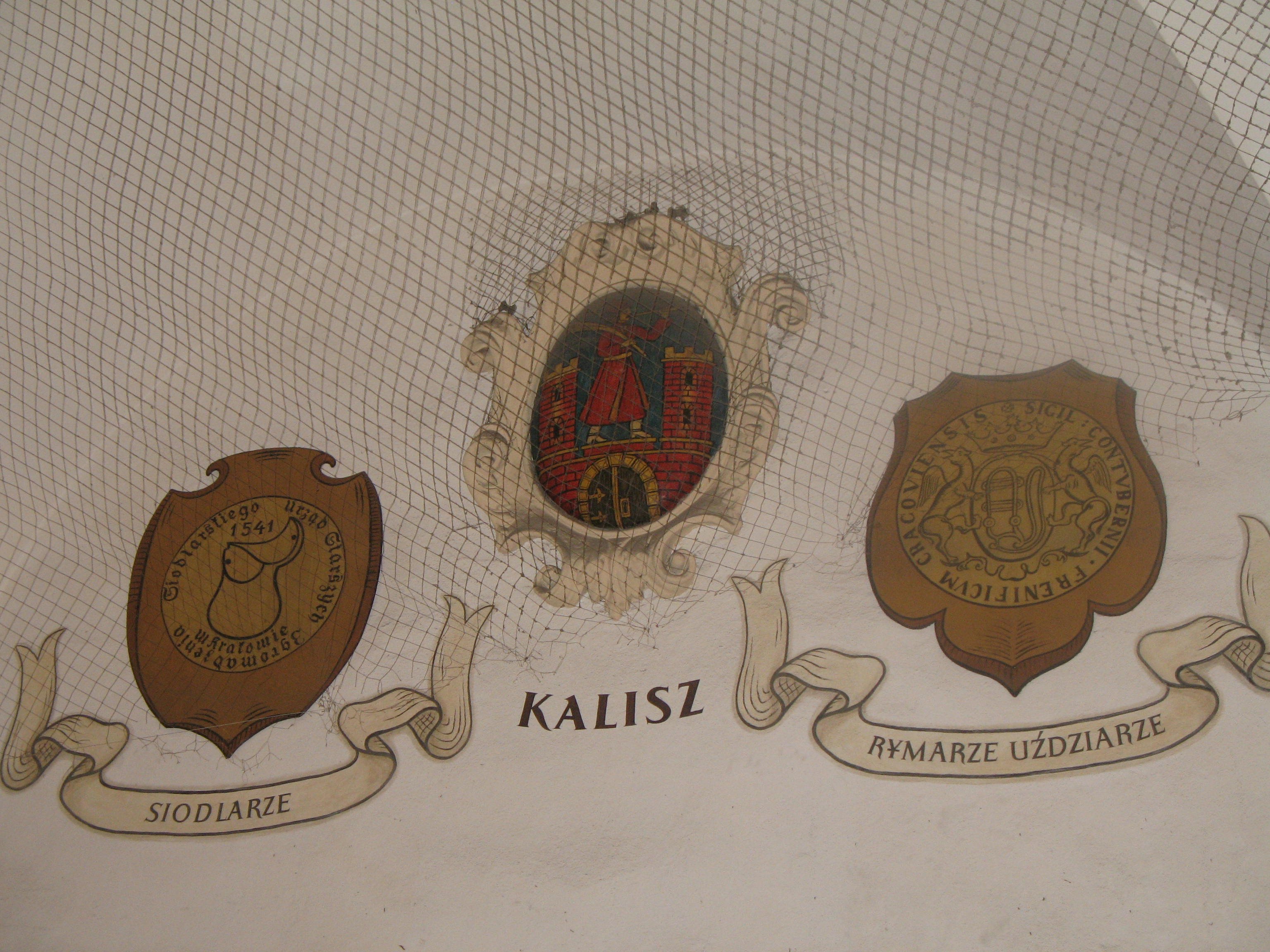
Herb Kalisza w Sukiennicach w Krakowie, 1895 (2007)